# Canton de Ham
Le canton de Ham est une circonscription électorale française située dans le département de la Somme et la région Hauts-de-France.

## Géographie
Ce canton est organisé autour de Ham dans l'arrondissement de Péronne. Son altitude varie de 32 m (Proyart) à 112 m (Lihons).

## Histoire
- De 1833 à 1848, les cantons de Ham et de Nesle avaient le même conseiller général. Le nombre de conseillers généraux était limité à 30 par département[5].
- Par décret du 26 février 2014, le nombre de cantons du département est divisé par deux, avec mise en application aux élections départementales de mars 2015. Le canton de Ham est conservé et s'agrandit. Il passe de 19 à 67 communes[4].

## Représentation

### Conseillers généraux de 1833 à 2015
| Période | Période | Identité             | Étiquette    | Qualité |
| ------- | ------- | -------------------- | ------------ | --- |
| 1833    | 1848    | Edmond Hiver (fils)  |              | Avocat, propriétaire, maire de Péronne Président du Conseil Général (1838-1840)                                          |
| 1848    | 1871    | Louis Perdry         |              | Cultivateur, fabricant de sucre à Montécourt                                                                             |
| 1871    | 1877    | Louis Rouge-Hallouin | Républicain  | Notaire à Ham |
| 1877    | 1907    | Achille Bernot       | Républicain  | Industriel sucrier Maire de Ham Président du conseil général (1898-1902) Député (1881-1885) Sénateur (1893-1909)         |
| 1907    | 1913    | Eugène Mahot         | Rad.         | Constructeur-mécanicien de machines agricoles Maire de Ham (1905-1912)                                                   |
| 1913    | 1937    | Auguste Rougé        | RG           | Négociant et agriculteur Maire de Croix-Moligneaux (1904-1935)                                                           |
| 1937    | 1940    | Robert Aubert        | SFIO         | Dessinateur industriel Conseiller municipal de Saint-Sulpice                                                             |
|         |         |                      |              | |
| 1945    | 1958    | Gaston Lejeune       | SFIO         | Débitant de boissons Maire de Villers-Carbonnel (1929-1935) Maire de Ham (1945-1965), ancien conseiller d'arrondissement |
| 1958    | 1970    | Émile Luciani        | UNR puis UDR | Représentant de commerce Député (1958-1973) Maire de Ham (1965-1970)                                                     |
| 1970    | 1982    | Jean Goubet          | PCF          | Professeur Maire de Ham (1977-1989)                                                                                      |
| 1982    | 2008    | Jean Boitel          | PS           | Instituteur Maire d'Eppeville (1977-2008)                                                                                |
| 2008    | 2015    | Grégory Labille      | DVD          | Professeur des écoles Maire de Ham                                                                                       |

### Conseillers d'arrondissement (de 1833 à 1940)
| Période                                  | Période          | Identité                                   | Étiquette | Qualité |
| ---------------------------------------- | ---------------- | ------------------------------------------ | --------- | --- |
| Les données manquantes sont à compléter. |                  |                                            |           | |
| 1833                                     | 1836 (démission) | Constant Parfait Poizot                    |           | Négociant, adjoint au maire de Ham                                                                          |
| 1836                                     | 1848             | Charles Antoine Nicolas Allart (1790-1876) |           | Notaire, maire de Ham                                                                                       |
|                                          |                  |                                            |           | |
| 1913                                     | 1924 (décès)     | Charles Delorme (1869-1924)                | RG        | Propriétaire agriculteur, maire de Sancourt (1913-1924)                                                     |
| juillet 1924                             |                  | Roger Tattegrain                           |           | Maire de Devise                                                                                             |
|                                          |                  |                                            |           | |
| 1937                                     | 1940             | Gaston Lejeune (1899-1999)                 | SFIO      | Débitant de boissons, maire de Villers-Carbonnel (1929-1935)                                                |
| 1940                                     |                  |                                            |           | Les conseils d'arrondissement ont été suspendus par la loi du 12 octobre 1940 et n'ont jamais été réactivés |

### Conseillers départementaux depuis 2015
| Période élective | Période élective | Mandat | Mandat   | Identité            | Nuance | Nuance | Qualité |
| ---------------- | ---------------- | ------ | -------- | ------------------- | ------ | ------ | --- |
| 2015             | 2021             | 2015   | 2016     | Antoine Bruchet     |        | DVD    | Commerçant 1er maire-adjoint de Ham Déclaré inéligible par le Conseil d'Etat                                                                                           |
| 2015             | 2021             | 2015   | 2016     | Carole Dumont       |        | DVD    | Agent technique Vice-présidente de la CC du Pays neslois (2014 → 2016) Conseillère municipale de Hombleux Déclarée inéligible par le Conseil d'Etat                    |
| 2015             | 2021             | 2016   | 2021     | Didier Potel        |        | DVD    | Éleveur de vaches laitières, fromager Maire de Marchélepot (2001 → 2018) Maire de Marchélepot-Misery (2017 → ) Vice-président de la CC Terre de Picardie (2017 → 2020) |
| 2015             | 2021             | 2016   | 2021     | Françoise Ragueneau |        | UDI    | Retraitée de l'enseignement Maire de Quivières (2008 → ) Vice-présidente de la CC Pays Hamois ( ? → 2016)                                                              |
| 2021             | 2028             | 2021   | en cours | Frédéric Demule     |        | DVC    | Collaborateur parlementaire de Stéphane Demilly (UDI), Maire de Nesle (2020 → )                                                                                        |
| 2021             | 2028             | 2021   | en cours | Françoise Ragueneau |        | DVC    | Retraitée de l'enseignement Maire de Quivières (2008 → ) Vice-présidente du conseil départemental de la Somme (2021 → )                                                |

### Résultats détaillés

#### Élections de mars 2015
| Candidats            | Candidats                | Partis      | Partis      | Premier tour | Premier tour | Second tour | Second tour |
| Candidats            | Candidats                | Partis      | Partis      | Voix         | %            | Voix        | %           |
| -------------------- | ------------------------ | ----------- | ----------- | ------------ | ------------ | ----------- | ----------- |
| 1                    | Marie-Christine Boussard |             | FN          | 4 484        | 42,03        | 4 972       | 47,90       |
| 1                    | Loïc Grimaux             |             | FN          | 4 484        | 42,03        | 4 972       | 47,90       |
| 2                    | Antoine Bruchet          |             | DVD         | 3 497        | 32,78        | 5 409       | 52,10       |
| 2                    | Carole Dumont            |             | DVD         | 3 497        | 32,78        | 5 409       | 52,10       |
| 3                    | François Laloi           |             | PS          | 2 687        | 25,19        |             |             |
| 3                    | Nadège Latapie           |             | PS          | 2 687        | 25,19        |             |             |
|                      |                          |             |             |              |              |             |             |
| Inscrits             | Inscrits                 | Inscrits    | Inscrits    | 21 584       | 100,00       | 21 552      | 100,00      |
| Abstentions          | Abstentions              | Abstentions | Abstentions | 10 238       | 47,43        | 10 056      | 46,66       |
| Votants              | Votants                  | Votants     | Votants     | 11 346       | 52,57        | 11 496      | 53,34       |
| Blancs               | Blancs                   | Blancs      | Blancs      | 485          | 4,27         | 807         | 7,02        |
| Nuls                 | Nuls                     | Nuls        | Nuls        | 193          | 1,70         | 308         | 2,68        |
| Exprimés             | Exprimés                 | Exprimés    | Exprimés    | 10 668       | 94,02        | 10 381      | 90,30       |
| * conseiller sortant |                          |             |             |              |              |             |             |

##### 2016 (élection partielle)
Les élus du canton de Ham lors des élections départementales de 2015 ont été déclarés inéligibles pendant un an par le Conseil d'État pour ne pas avoir déposés leurs comptes de campagnes dans le délai requis. De nouvelles élections ont donc été organisées en 2016 et ont donné les résultats suivants :
| Candidats            | Candidats           | Partis      | Partis      | Premier tour | Premier tour | Second tour | Second tour |
| Candidats            | Candidats           | Partis      | Partis      | Voix         | %            | Voix        | %           |
| -------------------- | ------------------- | ----------- | ----------- | ------------ | ------------ | ----------- | ----------- |
| 1                    | Didier Potel        |             | DVD         | 2 313        | 39,87        | 3 479       | 56,22       |
| 1                    | Françoise Ragueneau |             | UDI         | 2 313        | 39,87        | 3 479       | 56,22       |
| 2                    | Francine Baillieux  |             | FN          | 2 061        | 35,53        | 2 709       | 43,78       |
| 2                    | Loïc Grimaux        |             | FN          | 2 061        | 35,53        | 2 709       | 43,78       |
| 3                    | Benoit Carpentier   |             | PS          | 833          | 14,36        |             |             |
| 3                    | Nadège Latapie-Cope |             | PS          | 833          | 14,36        |             |             |
| 4                    | Marie Pichot        |             | EELV        | 594          | 10,24        |             |             |
| 4                    | Pascal Toutin       |             | PCF         | 594          | 10,24        |             |             |
|                      |                     |             |             |              |              |             |             |
| Inscrits             | Inscrits            | Inscrits    | Inscrits    | 21 572       | 100,00       | 21 572      | 100,00      |
| Abstentions          | Abstentions         | Abstentions | Abstentions | 15 324       | 71,53        | 14 729      | 68,77       |
| Votants              | Votants             | Votants     | Votants     | 6 098        | 28,47        | 6 688       | 31,23       |
| Blancs               | Blancs              | Blancs      | Blancs      | 195          | 3,20         | 352         | 5,26        |
| Nuls                 | Nuls                | Nuls        | Nuls        | 102          | 1,67         | 148         | 2,21        |
| Exprimés             | Exprimés            | Exprimés    | Exprimés    | 5 801        | 95,13        | 6 188       | 92,52       |
| * conseiller sortant |                     |             |             |              |              |             |             |

#### Élections de juin 2021
Le premier tour des élections départementales de 2021 est marqué par un très faible taux de participation (33,26 % au niveau national). Dans le canton de Ham, ce taux de participation est de 38 % (8 175 votants sur 21 515 inscrits) contre 36,82 % au niveau départemental. À l'issue de ce premier tour, deux binômes sont en ballottage : Frédéric Demule et Françoise Ragueneau (Union au centre et à droite, 50,33 %) et Nathalie Lemaire et Edouard Maurin (RN, 29,63 %). Bien qu'ayant obtenu la majorité absolue des suffrages exprimés, le binôme Raguenau/Demulle n'est pas élu au premier tour, la participation n'ayant pas atteint 25 % des électeurs inscrits,.
Le second tour des élections est marqué une nouvelle fois par une abstention massive équivalente au premier tour. Les taux de participation sont de 34,36 % au niveau national, 36,7 % dans le département et 37,51 % dans le canton de Ham. Frédéric Demule et Françoise Ragueneau (Union au centre et à droite) sont élus avec 65,93 % des suffrages exprimés (4 982 voix pour 8 074 votants et 21 523 inscrits),,,.

## Composition

### Composition avant 2015

Situation du canton de Ham dans le département de la Somme avant 2015.

Avant 2015, le canton de Ham compte 19 communes.
| Nom              | Code Insee | Codepostal | Superficie (km2) | Population (dernière pop. légale) | Densité (hab./km2) |
| ---------------- | ---------- | ---------- | ---------------- | --------------------------------- | ------------------ |
| Ham (chef-lieu)  | 80410      | 80400      | 9,50             | 4 829 (2012)                      | 508                |
| Athies           | 80034      | 80200      | 10,67            | 605 (2012)                        | 57                 |
| Brouchy          | 80144      | 80400      | 8,07             | 547 (2012)                        | 68                 |
| Croix-Moligneaux | 80226      | 80400      | 7,88             | 315 (2012)                        | 40                 |
| Devise           | 80239      | 80200      | 2,75             | 48 (2012)                         | 17                 |
| Douilly          | 80252      | 80400      | 9,88             | 243 (2012)                        | 25                 |
| Ennemain         | 80267      | 80200      | 6,44             | 215 (2012)                        | 33                 |
| Eppeville        | 80274      | 80400      | 4,95             | 1 876 (2012)                      | 379                |
| Esmery-Hallon    | 80284      | 80400      | 18,90            | 790 (2012)                        | 42                 |
| Matigny          | 80519      | 80400      | 6,99             | 517 (2012)                        | 74                 |
| Monchy-Lagache   | 80555      | 80200      | 15,44            | 673 (2012)                        | 44                 |
| Muille-Villette  | 80579      | 80400      | 6,53             | 839 (2012)                        | 128                |
| Offoy            | 80605      | 80400      | 7,10             | 222 (2012)                        | 31                 |
| Quivières        | 80658      | 80400      | 6,83             | 163 (2012)                        | 24                 |
| Sancourt         | 80726      | 80400      | 7,20             | 261 (2012)                        | 36                 |
| Tertry           | 80750      | 80200      | 4,93             | 176 (2012)                        | 36                 |
| Ugny-l'Équipée   | 80771      | 80400      | 2,85             | 41 (2012)                         | 14                 |
| Villecourt       | 80794      | 80190      | 2,19             | 61 (2012)                         | 28                 |
| Y                | 80829      | 80190      | 2,73             | 93 (2012)                         | 34                 |

### Composition depuis 2015
Lors du redécoupage de 2014, le canton de Ham comprenait 67 communes entières.
À la suite de la création des communes nouvelles d'Hypercourt au 1er janvier 2017, de Hombleux et de Marchélepot-Misery au 1er janvier 2019, le canton comprend désormais 63 communes entières.
| Nom                         | Code Insee | Intercommunalité        | Superficie (km2) | Population (dernière pop. légale) | Densité (hab./km2) | Modifier                                    |
| --------------------------- | ---------- | ----------------------- | ---------------- | --------------------------------- | ------------------ | ------------------------------------------- |
| Ham (bureau centralisateur) | 80410      | CC de l'Est de la Somme | 9,50             | 4 408 (2022)                      | 464                | modifier les données · modifier les données |
| Ablaincourt-Pressoir        | 80002      | CC Terre de Picardie    | 9,46             | 268 (2022)                        | 28                 | modifier les données · modifier les données |
| Assevillers                 | 80033      | CC Terre de Picardie    | 5,47             | 310 (2022)                        | 57                 | modifier les données · modifier les données |
| Athies                      | 80034      | CC de l'Est de la Somme | 10,67            | 613 (2022)                        | 57                 | modifier les données · modifier les données |
| Belloy-en-Santerre          | 80080      | CC Terre de Picardie    | 5,49             | 151 (2022)                        | 28                 | modifier les données · modifier les données |
| Berny-en-Santerre           | 80090      | CC Terre de Picardie    | 4,43             | 151 (2022)                        | 34                 | modifier les données · modifier les données |
| Béthencourt-sur-Somme       | 80097      | CC de l'Est de la Somme | 2,87             | 126 (2022)                        | 44                 | modifier les données · modifier les données |
| Billancourt                 | 80105      | CC de l'Est de la Somme | 4,95             | 174 (2022)                        | 35                 | modifier les données · modifier les données |
| Breuil                      | 80139      | CC de l'Est de la Somme | 2,17             | 45 (2022)                         | 21                 | modifier les données · modifier les données |
| Brouchy                     | 80144      | CC de l'Est de la Somme | 8,07             | 482 (2022)                        | 60                 | modifier les données · modifier les données |
| Buverchy                    | 80158      | CC de l'Est de la Somme | 1,85             | 45 (2022)                         | 24                 | modifier les données · modifier les données |
| Chaulnes                    | 80186      | CC Terre de Picardie    | 8,46             | 1 983 (2022)                      | 234                | modifier les données · modifier les données |
| Chuignes                    | 80194      | CC Terre de Picardie    | 4,56             | 149 (2022)                        | 33                 | modifier les données · modifier les données |
| Cizancourt                  | 80197      | CC de l'Est de la Somme | 1,83             | 26 (2022)                         | 14                 | modifier les données · modifier les données |
| Croix-Moligneaux            | 80226      | CC de l'Est de la Somme | 7,88             | 270 (2022)                        | 34                 | modifier les données · modifier les données |
| Curchy                      | 80230      | CC de l'Est de la Somme | 9,63             | 293 (2022)                        | 30                 | modifier les données · modifier les données |
| Dompierre-Becquincourt      | 80247      | CC Terre de Picardie    | 11,05            | 714 (2022)                        | 65                 | modifier les données · modifier les données |
| Douilly                     | 80252      | CC de l'Est de la Somme | 9,88             | 250 (2022)                        | 25                 | modifier les données · modifier les données |
| Ennemain                    | 80267      | CC de l'Est de la Somme | 6,44             | 247 (2022)                        | 38                 | modifier les données · modifier les données |
| Épénancourt                 | 80272      | CC de l'Est de la Somme | 3,50             | 126 (2022)                        | 36                 | modifier les données · modifier les données |
| Eppeville                   | 80274      | CC de l'Est de la Somme | 4,95             | 1 719 (2022)                      | 347                | modifier les données · modifier les données |
| Esmery-Hallon               | 80284      | CC de l'Est de la Somme | 18,90            | 713 (2022)                        | 38                 | modifier les données · modifier les données |
| Estrées-Deniécourt          | 80288      | CC Terre de Picardie    | 6,45             | 373 (2022)                        | 58                 | modifier les données · modifier les données |
| Falvy                       | 80300      | CC de l'Est de la Somme | 6,32             | 162 (2022)                        | 26                 | modifier les données · modifier les données |
| Fay                         | 80304      | CC Terre de Picardie    | 3,90             | 93 (2022)                         | 24                 | modifier les données · modifier les données |
| Fontaine-lès-Cappy          | 80325      | CC Terre de Picardie    | 3,47             | 56 (2022)                         | 16                 | modifier les données · modifier les données |
| Foucaucourt-en-Santerre     | 80335      | CC Terre de Picardie    | 6,91             | 233 (2022)                        | 34                 | modifier les données · modifier les données |
| Framerville-Rainecourt      | 80342      | CC Terre de Picardie    | 9,91             | 447 (2022)                        | 45                 | modifier les données · modifier les données |
| Fresnes-Mazancourt          | 80353      | CC Terre de Picardie    | 5,70             | 158 (2022)                        | 28                 | modifier les données · modifier les données |
| Herleville                  | 80432      | CC Terre de Picardie    | 6,05             | 192 (2022)                        | 32                 | modifier les données · modifier les données |
| Hombleux                    | 80442      | CC de l'Est de la Somme | 15,81            | 1 119 (2022)                      | 71                 | modifier les données · modifier les données |
| Hypercourt                  | 80621      | CC Terre de Picardie    | 16,37            | 686 (2022)                        | 42                 | modifier les données · modifier les données |
| Languevoisin-Quiquery       | 80465      | CC de l'Est de la Somme | 4,83             | 193 (2022)                        | 40                 | modifier les données · modifier les données |
| Licourt                     | 80474      | CC de l'Est de la Somme | 6,93             | 397 (2022)                        | 57                 | modifier les données · modifier les données |
| Lihons                      | 80481      | CC Terre de Picardie    | 12,42            | 461 (2022)                        | 37                 | modifier les données · modifier les données |
| Marchélepot-Misery          | 80509      | CC Terre de Picardie    | 8,55             | 580 (2022)                        | 68                 | modifier les données · modifier les données |
| Matigny                     | 80519      | CC de l'Est de la Somme | 6,99             | 499 (2022)                        | 71                 | modifier les données · modifier les données |
| Mesnil-Saint-Nicaise        | 80542      | CC de l'Est de la Somme | 6,80             | 563 (2022)                        | 83                 | modifier les données · modifier les données |
| Monchy-Lagache              | 80555      | CC de l'Est de la Somme | 15,44            | 574 (2022)                        | 37                 | modifier les données · modifier les données |
| Morchain                    | 80568      | CC de l'Est de la Somme | 5,84             | 359 (2022)                        | 61                 | modifier les données · modifier les données |
| Moyencourt                  | 80576      | CC de l'Est de la Somme | 4,15             | 330 (2022)                        | 80                 | modifier les données · modifier les données |
| Muille-Villette             | 80579      | CC de l'Est de la Somme | 6,53             | 790 (2022)                        | 121                | modifier les données · modifier les données |
| Nesle                       | 80585      | CC de l'Est de la Somme | 7,72             | 2 296 (2022)                      | 297                | modifier les données · modifier les données |
| Offoy                       | 80605      | CC de l'Est de la Somme | 7,10             | 199 (2022)                        | 28                 | modifier les données · modifier les données |
| Pargny                      | 80616      | CC de l'Est de la Somme | 3,68             | 196 (2022)                        | 53                 | modifier les données · modifier les données |
| Potte                       | 80638      | CC de l'Est de la Somme | 3,27             | 111 (2022)                        | 34                 | modifier les données · modifier les données |
| Proyart                     | 80644      | CC Terre de Picardie    | 9,86             | 762 (2022)                        | 77                 | modifier les données · modifier les données |
| Punchy                      | 80646      | CC Terre de Picardie    | 3,04             | 79 (2022)                         | 26                 | modifier les données · modifier les données |
| Puzeaux                     | 80647      | CC Terre de Picardie    | 3,75             | 279 (2022)                        | 74                 | modifier les données · modifier les données |
| Quivières                   | 80658      | CC de l'Est de la Somme | 6,83             | 144 (2022)                        | 21                 | modifier les données · modifier les données |
| Rethonvillers               | 80669      | CC de l'Est de la Somme | 7,12             | 341 (2022)                        | 48                 | modifier les données · modifier les données |
| Rouy-le-Grand               | 80683      | CC de l'Est de la Somme | 3,81             | 100 (2022)                        | 26                 | modifier les données · modifier les données |
| Rouy-le-Petit               | 80684      | CC de l'Est de la Somme | 3,27             | 103 (2022)                        | 31                 | modifier les données · modifier les données |
| Saint-Christ-Briost         | 80701      | CC de l'Est de la Somme | 7,82             | 429 (2022)                        | 55                 | modifier les données · modifier les données |
| Sancourt                    | 80726      | CC de l'Est de la Somme | 7,20             | 268 (2022)                        | 37                 | modifier les données · modifier les données |
| Soyécourt                   | 80741      | CC Terre de Picardie    | 5,16             | 189 (2022)                        | 37                 | modifier les données · modifier les données |
| Tertry                      | 80750      | CC de l'Est de la Somme | 4,93             | 143 (2022)                        | 29                 | modifier les données · modifier les données |
| Ugny-l'Équipée              | 80771      | CC de l'Est de la Somme | 2,85             | 30 (2022)                         | 11                 | modifier les données · modifier les données |
| Vauvillers                  | 80781      | CC Terre de Picardie    | 6,22             | 218 (2022)                        | 35                 | modifier les données · modifier les données |
| Vermandovillers             | 80789      | CC Terre de Picardie    | 5,83             | 150 (2022)                        | 26                 | modifier les données · modifier les données |
| Villecourt                  | 80794      | CC de l'Est de la Somme | 2,19             | 47 (2022)                         | 21                 | modifier les données · modifier les données |
| Voyennes                    | 80811      | CC de l'Est de la Somme | 8,87             | 592 (2022)                        | 67                 | modifier les données · modifier les données |
| Y                           | 80829      | CC de l'Est de la Somme | 2,73             | 88 (2022)                         | 32                 | modifier les données · modifier les données |
| Canton de Ham               | 8018       |                         | 424,63           | 28 292 (2022)                     | 67                 | modifier les données                        |

## Démographie

### Démographie avant 2015
| 1962   | 1968   | 1975   | 1982   | 1990   | 1999   | 2006   | 2011   | 2012   |
| ------ | ------ | ------ | ------ | ------ | ------ | ------ | ------ | ------ |
| 13 363 | 13 812 | 14 341 | 14 323 | 13 669 | 13 337 | 13 097 | 12 591 | 12 514 |

### Démographie depuis 2015
En 2022, le canton comptait 28 292 habitants, en évolution de −2,76 % par rapport à 2016 (Somme : −1,26 %, France hors Mayotte : +2,11 %).
| 2013   | 2018   | 2022   |
| ------ | ------ | ------ |
| 29 156 | 28 945 | 28 292 |